# Adrian Flodorf
Adrian Baltazar van Flodorf (ur. ok. 1580, zm. 1656) – niderlandzki generał i najemnik.

## Życiorys
Urodził się ok. roku 1580 w rodzinie barona Willema van Flodorfa. Po śmierci ojca w 1603 roku odziedziczył tytuł oraz majątek ziemski.
Rozpoczął także podróże po Europie, odwiedzając m.in. Niemcy, Szwajcarię i Włochy. Podczas pobytu w Italii zlecił także włoskiemu architektowi Vincenzo Scamozziemu przebudowę zamku Well.
W 1611 roku, w czasie międzynarodowego sporu o sukcesję w księstwie Jülich-Kleve-Berg, służył w armii elektora brandenburskiego, gdzie dosłużył się stopnia pułkownika. W rok później uzyskał zwolnienie ze służby brandenburskiej i rozpoczął formowanie liczącego 90 osób oddziału mającego wyruszyć do Wielkiego Księstwa Moskiewskiego; Rosję opuścił w rok później.
Latem 1614 roku został doradcą króla Szwecji, Gustawa Adolfa, w sprawie inżynierii wojskowej oraz artylerii. W roku 1630 został generałem-kwatermistrzem armii szwedzkiej, służył władcy szwedzkiemu aż do jego śmierci pod Lützen w 1632 roku. Na służbie szwedzkiej odbył także wyprawy badawcze do Ingrii i sporządził jej mapy. Był również kartografem w czasie holenderskiej kolonizacji Ameryki Północnej.
W czasie wojny trzydziestoletniej był doradcą Ernesta Mansfelda, dowódcy wojsk protestanckich.
Zmarł w 1656 roku.